# Phyllotreta weiseana
Phyllotreta weiseana es una especie de insecto coleóptero de la familia Chrysomelidae. Fue descrita en 1901 por Jacobson.